# Roger Craig Smith
Roger Craig Smith (Comtat d'Orange, Califòrnia, 11 d'agost de 1975) és un actor de veu i guionista estatunidenc, conegut principalment per fer la veu de Sonic, també el coneixen per haver fet la veu d'Ezio en alguns títols de Assassin's Creed, Chris Redfield en títols de Resident Evil i Batman a Batman: Arkham Origins i la llegenda Mirage a Apex Legends. Normalment és acreditat com Roger C. Smith.
Smith es graduà en la Universitat Chapman d'arts temàtiques durant el 2003 amb un grau en l'escriptura de guions. El 2004, el seu guió, «Modest Rules», va ser semifinalista als Nicholl Fellowships in Screenwriting competition. Amb més de 6.073 guions presentats, el guió de Smith només comptava amb 132 pàgines. Des d'aleshores, Smith ha treballat en projectes, tant per petits com grans treballs.